# Farmacija
Farmacija (ljekarništvo ili apotekarstvo; od grčki φάρμακον = lijek) je znanost, koja se bavi pronalaženjem, oblikovanjem i izradom lijekova, ljekovitih pripravaka te praćenjem i bilježenjem njihovih učinaka i nuspojava.

## Razvoj farmacije u Hrvatskoj
Još se u Bibliji spominje "osoba koja spravlja lijek", a odvojena je od liječnika. No, u starom vijeku i ranom srednjem vijeku, medicina i farmacija bile su smatrane istom vještinom. 
Godine 1240., zakonski je propisano odvajanje farmaceutske od medicinske struke. Farmaceut je, prema tom zakonu, osoba koja izrađuje lijek, prema poznatom i određenom receptu. Rad farmaceuta nadgleda liječnik.
Zlatno doba farmacije je upravo srednji vijek i renesansa (alkemičari, razne škole za pripravu otrova).
U Hrvatskoj se farmacija počela jače razvijati početkom 19. stoljeća, iako se farmaceutska vještina učila u sklopu Sveučilišta u Zagrebu još od njegovog osnutka. Godine 1882. otvoren je Farmaceutsko-biokemijski fakultet u Zagrebu, kao 4. samostalni fakultet na Sveučilštu i do danas je ostao jedini fakultet toga smjera u Hrvatskoj.

## Podjela farmacije
Farmacija se dijeli na mnogo područja i grana, a ovo su samo neka od njih:
- Opća farmacija proučava osnovne zakonitosti i načela rada farmacije.
- Fizikalna farmacija koristi zakone fizike i fizikalne farmacije u svrhu dobivanja što kvalitetnijih ljekovitih oblika.
- Farmakognozija proučava izolaciju, sintezu i mogućnosti dobivanja lijekova iz bioloških resursa (biljaka, životinja, mikroorganizama).
- Farmakologija proučava utjecaj lijeka na čovjekov organizam.
- Farmaceutika proučava utjecaj organizma i oblika lijeka na samo njegovo djelovanje.
- Farmaceutska kemija se bavi istraživanjem novih lijekova, njihovom sintezom i kemijskim svojstvima.
- Veterinarska farmacija se bavi lijekovima za životinje itd.

## Vanjske poveznice
Mrežna mjesta
- ljekarništvo Hrvatska enciklopedija
- Hrvatska ljekarnička komora
- Helena Markulin i Maja Ortner Hadžiabdić, Farmacija utemeljena na znanstvenim dokazima  Arhivirana inačica izvorne stranice od 14. kolovoza 2016. (Wayback Machine), Hrvatska ljekarnička komora, Zagreb, 2010.
- Ja, Jacobus apothecarius - od štacuna do industrije, izložba o povijesti zagrebačkog ljekarništva
- Farmaceutska tehnologija Hrvatska tehnička enciklopedija, portal hrvatske tehničke baštine. LZMK

- Farmacija Hrvatska tehnička enciklopedija, portal hrvatske tehničke baštine. LZMK

- Ljekarništvo Hrvatska tehnička enciklopedija, portal hrvatske tehničke baštine. LZMK